# DotGNU
DotGNU – projekt GNU mający na celu stworzenie i rozwijanie implementacji platformy .NET, która będzie stanowić wolne oprogramowanie. Jest to inicjatywa podobna do projektu Mono.
DotGNU w wersji 0.1 umożliwia tworzenie, uruchamianie i integrowanie z phpGroupWare aplikacji napisanych w językach C# i C na wielu systemach operacyjnych i platformach sprzętowych.

## Cele
Celem projektu DotGNU jest stworzenie narzędzi kompatybilnych z Microsoft .NET, zgodnych ze standardami ECMA. Narzędzia te w odróżnieniu od produktów firmy Microsoft mają stanowić wolne oprogramowanie, tym samym dając możliwość, przy ich wykorzystaniu, swobodnego (wolnego) tworzenia i uruchamiania aplikacji w technologii .NET. 
Jest to szczególnie ważne dla użytkowników innych niż Windows systemów operacyjnych, którzy nie powinni oczekiwać wsparcia ze strony Microsoftu, natomiast jeżeli takie otrzymają, muszą liczyć się z pewnymi ograniczeniami natury prawnej. Przykładem jest sytuacja gdy Microsoft stworzył platformę .NET dla FreeBSD (Rotor Programming), lecz jej licencja shared source nie do końca jest zgodna z ideą wolnego oprogramowania i nie zaspokaja wszystkich potrzeb (jednoznacznie zabrania użytku do celów komercyjnych).

## Technologia
Platforma programistyczna DotGNU składa się z trzech podstawowych elementów:
- DotGNU Portable.NET
- phpGroupWare
- DotGNU Execution Environment

DGEE stanowi główny komponent DotGNU dla usług sieciowych, realizujący proces przyjmowania, rozpoznawania i zaspokajania ich żądań.
W przyszłości planowane jest rozszerzenie projektu o kolejne składniki.